# Maud Ackermann
Maud Ackermann (* 29. Juli 1965 in West-Berlin) ist eine deutsche Synchronsprecherin und Hörspielsprecherin.

## Leben und Werk
Maud Ackermann übt seit 1973 regelmäßige Sprecher- und Synchrontätigkeit aus. Sie wurde vor allem als George (eigentlich Georgina) in den älteren Europa-Folgen der Hörspielserie Fünf Freunde der gleichnamigen Jugendbuchreihe von Enid Blyton bekannt. Sie sprach in vielen weiteren Hörspielen und Werbeclips und lieh in Spielfilmen unter anderem Julia Roberts, Nastassja Kinski, Demi Moore, Monica Potter und Sandra Bullock ihre Stimme. Zeitweilig hat sie sich hauptsächlich auf das Synchronsprechen verlegt und war nur noch selten in Hörspielen zu hören.
2007 übernahm sie in der parodistischen Hörspielreihe Die Ferienbande in der Folge Die Ferienbande und die unerträglichen Schmuggler die Rolle der Tante Pfanni, eine Parodie ihrer Hörspiel-Mutter Tante Fanny in Fünf Freunde. Die Rolle ihres cholerischen Mannes übernahm Andreas von der Meden, der auch im Originalhörspiel (ab Folge 43) den meist arroganten und ungehaltenen Onkel Quentin sprach.
Seit 2013 (Folge 101) spricht Ackermann auch in den Originalhörspielen der Fünf Freunde Tante Fanny.

## Synchronarbeiten (Auswahl)
Jennifer Beals
- 1983: als Alex Owens in Flashdance
- 1994: als Gertrude Benchley in Mrs. Parker und ihr lasterhafter Kreis
- 2000: als Agent Julie Sanders in Militia
- 2001: als Gina Taylor in Beziehungen und andere Katastrophen
- 2006: als Trish in Der Fluch – The Grudge 2
- 2010: als Claudia in The Book of Eli
- 2010–2011: als Zoe Landau in Lie to Me (Fernsehserie)
- 2013: als Celeste LaPree in The Mob Doctor (Fernsehserie)
- 2017: als Julie Kingston in Wenn du stirbst, zieht dein ganzes Leben an dir vorbei, sagen sie
- 2017: als Christina Hart in Taken – Die Zeit ist dein Feind

Kristy Swanson
- 1987: als Cathy in Blumen der Nacht
- 1991: als Jessie in Mannequin 2 – Der Zauber geht weiter
- 1992: als Buffy Summers in Buffy – Der Vampir-Killer
- 1993: als Camille Shafer in The Challenge – Die Herausforderung
- 1995: als Kristen Connor in Higher Learning – Die Rebellen
- 1996: als Diana Palmer in Das Phantom
- 1997–2000: als Erica Paget in Allein gegen die Zukunft (Fernsehserie)
- 1999: als Jenna in Im Fadenkreuz des Todes
- 2013–2015: als Marlowe Viccellio in Psych (Fernsehserie)

Monica Potter
- 1997: als Tricia Poe in Con Air
- 1998: als Martha in Martha trifft Frank, Daniel & Laurence
- 1998: als Carin in Patch Adams
- 2001: als Amanda Pierce in Hals über Kopf
- 2004: als Alison Gordon in Saw
- 2006–2007: als Lori Colson in Boston Legal (Fernsehserie)
- 2012–2016: als Kristina Braverman in Parenthood (Fernsehserie)

Tia Carrere
- 1992: als Cassandra Wong in Wayne’s World
- 1993: als Cassandra Wong in Wayne’s World 2
- 1995: als Monica in Chaos! Schwiegersohn Junior im Gerichtssaal
- 1995: als Vicky Mueller in Die Frau meines Lehrers
- 1996: als Victoria Chapell in High School High
- 1997: als Rebecca Mercer in Showdown
- 2000: als Sidney Fox (1. Stimme) in Relic Hunter – Die Schatzjägerin (Fernsehserie)
- 2005: als Lisa Delgado in Supernova – Wenn die Sonne explodiert
- 2012: als Cha Cha in Lass es, Larry! (Fernsehserie)

Jennifer Jason Leigh
- 1982: als Stacy Hamilton in Ich glaub’, ich steh’ im Wald
- 1991: als Jennifer Vaitkus in Backdraft – Männer, die durchs Feuer gehen
- 1997: als Caroline Cook in Tausend Morgen

Elisabeth Shue
- 1988: als Jordan Mooney in Cocktail
- 2020: als Evelyn „Evie“ Frechette in Greyhound – Schlacht im Atlantik

Winona Ryder
- 1995: als Finn Dodd in Ein amerikanischer Quilt
- 2009: als Amanda Grayson in Star Trek

Halle Berry
- 1996: als Jean in Einsame Entscheidung
- 1999: als Dorothy Dandridge in Rising Star

Claudia Schiffer
- 1999: als Greta in Black and White
- 2003: als Gretchen in Dharma & Greg (Fernsehserie)
- 2003: als Carol in Tatsächlich… Liebe

### Filme
- 1982: Dominique Dunne als Dana Freeling in Poltergeist
- 1983: Lea Thompson als Lisa in Der richtige Dreh
- 1984: Phoebe Cates als Kate Beringer in Gremlins – Kleine Monster
- 1984: Amanda Wyss als Tina Gray in Nightmare – Mörderische Träume
- 1984: Lori Singer als Ariel Moore in Footloose
- 1988: Julia Roberts als Daisy Arujo in Pizza Pizza – Ein Stück vom Himmel
- 1989: Erika Anderson als Greta Gibson in Nightmare on Elm Street 5 – Das Trauma
- 1989: Wendy Kaplan als Tina Williams in Halloween V – Die Rache des Michael Myers
- 1990: Trini Alvarado als Jenny Claire in Stella
- 1990: Demi Moore als Molly Jensen in Ghost – Nachricht von Sam
- 1992: Helen Hunt als Clare Enfield in Only You
- 1992: Linda Larkin als Jasmin in Aladdin
- 1993: Sandra Bullock als Diane Shaver in Spurlos
- 1994: Nastassja Kinski als Chris Morrow in Tödliche Geschwindigkeit
- 1994: Embeth Davidtz als Helene Hirsch in Schindlers Liste
- 1998: Michelle Pfeiffer als Zippora (Sprache) in Der Prinz von Ägypten
- 2005: Amanda Wyss als Tina Gray in Das Schwiegermonster
- 2015: Lori Loughlin als Mackenzie Warren in Northpole: Weihnachten steht vor der Tür (Northpole: Open for Christmas)
- 2016: Nicole Scherzinger als Sina (Sprache) in Vaiana
- 2016: Kate McKinnon als Fischehefrau in Findet Dorie
- 2019: Monica Staggs als Connie in Once Upon a Time in Hollywood
- 2019: Marg Helgenberger als Hannah in Bailey – Ein Hund kehrt zurück

### Serien
- 1978–1979: Michele Gallagher als  George (Georgina) Kirrin in Fünf Freunde
- 1983–1987: Heather Thomas als Jody Banks in Ein Colt für alle Fälle
- 1998–2001: Paget Brewster als Kathy in Friends
- 2005: Marlee Matlin als Alisa Stevens in Desperate Housewives
- 2005–2006/2010: Famke Janssen als Ava Moore in Nip/Tuck – Schönheit hat ihren Preis
- 2006–2010: Cynthia Watros als Libby in Lost
- 2007: Suzanne Cryer als Lynn Dean in Desperate Housewives
- 2012–2013: Amy Poehler als Leslie Knope (1. Stimme) in Parks and Recreation
- 2015–2018: Laura Dern als Sue Murphy (1. Stimme) in F Is for Family
- 2021: Cobie Smulders als Maria Hill in What If…?
- seit 2022: Charlotte Munck als Helle in Befruchtet

## Hörspiele
- 1978–1983: Folge 1–21 Fünf Freunde (als Georgina)
- 1982: Folge 15 TKKG Ufos in Bad Finkenstein (als Kathie Bossert)
- 2007: Folge 3 Die Ferienbande und die unerträglichen Schmuggler (als Tante Pfanni)
- 2010: Die drei ??? und der Dreitag (als Georgina)
- 2013: ab Folge 101 Fünf Freunde (als Tante Fanny)
- 2016: Folge 183 Die drei ??? und der Letzte Song (als Debbie Petersen)
- 2016: Folge 184 Die drei ??? und der Hexengarten (als Jane Thompson)
- 2017: Folge 187 Die drei ??? und das Silberne Amulett (als Laura)
- 2018: Folge 193 Die drei ??? Schrecken aus der Tiefe (als Frau)
- 2021: Folge 219 TKKG Terror frei Haus (als Elke Biberheim)
- 2022: Folge 223 TKKG Betrüger Super Sauber (als Irma Wittmann)
- 2022: Folge 217 Die drei ??? und der Kristallschädel (als Gwendolyn)

## Hörbücher
- Joanne Harris: Chocolat, Steinbach sprechende Bücher, ISBN 978-3-86974-111-6